# Hugo Borbeck
C. Hugo Borbeck (* 27. Februar 1881 in Bärenstein an der Verse bei Werdohl; † 22. April 1956) war ein deutscher Maschinenbau-Ingenieur und Industrie-Manager in der metallverarbeitenden Industrie.

## Leben
Geboren als Sohn des Fabrikdirektors C. Borbeck und der Emma Borbeck geb. Hüsmert, studierte Hugo Borbeck nach dem Besuch der Gewerbeschule in Hagen und einer zweijährigen praktischen Tätigkeit als Schlosser an der Technischen Hochschule Karlsruhe Maschinenbau und wurde dort Mitglied des Corps Cheruskia. Von 1902 bis 1903 leistete er seinen Militärdienst er als Einjährig-Freiwilliger beim Garde-Fuß-Artillerie-Regiment.
Nach dem Abschluss seines Studiums war er zunächst einige Jahre als Ingenieur bei verschiedenen deutschen Maschinenfabriken tätig. Mitte 1908 wurde er technischer Leiter des Unternehmens Basse & Selve in Altena, der späteren Selve AG. Am Ersten Weltkrieg nahm er als Reserve-Offizier an der Westfront teil, zuletzt als Hauptmann der Reserve. Nach der Fusion der Selve AG mit der Carl Berg AG in Werdohl und der C. Heckmann AG wurde er 1924 Vorstandsmitglied der Berg-Heckmann-Selve AG. Nach der Gründung der Vereinigte Deutsche Metallwerke AG (VDM), die 1930 durch Übernahme der Heddernheimer Kupferwerk und Süddeutsche Kabelwerk AG in Frankfurt am Main durch die Berg-Heckmann-Selve AG entstanden war, wurde er Vorstandsmitglied der VDM, bei der er bis zu seiner Pensionierung 1951 die technische Leitung aller Werke der früheren Basse & Selve verantwortete.
Borbeck war seit den 1920er Jahren Vorsitzender des Fachnormenausschusses für Nichteisenmetalle. Seit 1942 war er Obmann des Fachnormenausschusses für Metalle. Weiterhin war er Aufsichtsratsmitglied der Kreis Altenaer Eisenbahn AG und des Gemeinnützigen Bauvereins in Altena. Er gehörte auch dem Verein Deutscher Ingenieure (VDI) mit der Mitgliedsnummer 07051 an.

## Auszeichnungen
- Eisernes Kreuz II. und I. Klasse
- Kriegsverdienstkreuz
- Benennung der Hugo-Borbeck-Straße in Altena